# The Girl in the Photographs
The Girl in the Photographs to amerykańsko-kanadyjski film fabularny z 2015 roku, zrealizowany wg scenariusza napisanego przez Nicka Simona, Osgooda Perkinsa i Roberta Morasta oraz wyreżyserowany przez samego Simona. Opowiada historię makabrycznych morderstw, popełnianych w sennym miasteczku. Każda ofiara tajemniczego zabójcy uwieczniana jest na fotografiach, które trafiają następnie w ręce Colleen (Claudia Lee). W filmie, poza Lee, wystąpili Kal Penn, Kenny Wormald, Katharine Isabelle i Mitch Pileggi. Był to ostatni obraz, nad którym pracował Wes Craven, zmarły w sierpniu 2015. Objął funkcję producenta wykonawczego. Światowa premiera The Girl in the Photographs odbyła się 14 września 2015 w trakcie Międzynarodowego Festiwalu Filmowego w Toronto. Po emisjach na festiwalach w Sitges i Turynie projekt wydany został w kinach i serwisach VOD 1 kwietnia 2016.

## Obsada
- Kal Penn − Peter Hemmings
- Claudia Lee − Colleen
- Kenny Wormald − Chris
- Toby Hemingway − Ben
- Luke Baines − Tom
- Miranda Rae Mayo − Rose
- Autumn Kendrick − Victoria
- Christy Carlson Romano − Britney
- Oliver Seitz − Trip
- Katharine Isabelle − Janet
- Mitch Pileggi − szeryf Porter

## Nagrody i wyróżnienia
- 2016, Leo Awards:
  - nominacja do nagrody Leo w kategorii najlepszy dźwięk (wyróżnieni: Kirby Jinnah, Kial Jinnah, Eric Mouawad, Jeffrey Severin, Scott Riesterer, David Yoo, Konrad Czaplak)[4]